# Anton Stach
Anton Stach, né le 15 novembre 1998 à Buchholz in der Nordheide en Allemagne, est un footballeur allemand qui évolue au poste de milieu défensif à Leeds United.

## Biographie

### Carrière en club
Ayant débuté le football très tôt au Buchholzer FC dans sa ville natale, en parallèle d'une activité tennistique de haut niveau, Stach est ensuite passé par l'académie du Werder Brême,.
Passé entre-temps notamment par le VfL Osnabrück, il débute finalement sa carrière senior en Regionalliga avec le SSV Jeddeloh (en), à partir de 2017.
Puis, après deux ans avec l'équipe reserve de Wolfsburg, il rejoint le Greuther Fürth en 2020,, où il fait ses débuts professionnels le 12 septembre 2020, lors de la victoire 6-1 des siens contre le RSV Meinerzhagen en DFB-Pokal. Il s'impose par la suite comme un élément essentiel du club de 2. Bundesliga qui accumule les premières places du championnat en 2020-21.

### Carrière en sélection
En 2021, il est appelé une première fois en équipe d'Allemagne espoirs pour le championnat d'Europe, y faisant ses débuts le 27 mars, lors du match de poule contre les Pays-Bas.

## Palmarès
- SpVgg Greuther Fürth
  - 2. Bundesliga
    - Vice-Champion en 2021

### En équipe nationale
Allemagne espoirs
- Vainqueur du championnat d'Europe espoirs en 2021

## Statistiques
| Saison                | Club                  | Championnat           | Championnat | Championnat | Coupe(s) nationale(s) | Coupe(s) nationale(s) | Supercoupe | Supercoupe | Compétition(s) continentale(s) | Compétition(s) continentale(s) | Compétition(s) continentale(s) | Total | Total |
| Saison                | Club                  | Division              | M.          | B.          | M.                    | B.                    | M.         | B.         | Comp.                          | M.                             | B.                             | M.    | B.    |
| 2017-2018             | SSV Jeddeloh          | RN                    | 23          | 4           | -                     | -                     | -          | -          | -                              | -                              | -                              | 23    | 4     |
| Sous-total            | Sous-total            | Sous-total            | 23          | 4           | 0                     | 0                     | -          | -          | -                              | -                              | -                              | 23    | 4     |
| 2018-2019             | VfL Wolfsburg II      | RN                    | 19          | 4           | -                     | -                     | -          | -          | -                              | -                              | -                              | 19    | 4     |
| 2019-2020             | VfL Wolfsburg II      | RN                    | 20          | 2           | -                     | -                     | -          | -          | -                              | -                              | -                              | 20    | 2     |
| Sous-total            | Sous-total            | Sous-total            | 39          | 6           | 0                     | 0                     | -          | -          | -                              | -                              | -                              | 39    | 6     |
| 2020-2021             | SpVgg Greuther Fürth  | 2.Bundesliga          | 30          | 1           | 3                     | 0                     | -          | -          | -                              | -                              | -                              | 33    | 1     |
| Sous-total            | Sous-total            | Sous-total            | 30          | 1           | 3                     | 0                     | -          | -          | -                              | -                              | -                              | 33    | 1     |
| 2021-2022             | FSV Mayence 05        | Bundesliga            | 29          | 1           | 3                     | 0                     | -          | -          | -                              | -                              | -                              | 32    | 1     |
| 2022-2023             | FSV Mayence 05        | Bundesliga            | 30          | 1           | 3                     | 0                     | -          | -          | -                              | -                              | -                              | 33    | 1     |
| 2023-2024             | FSV Mayence 05        | Bundesliga            | 2           | 0           | 1                     | 0                     | -          | -          | -                              | -                              | -                              | 3     | 0     |
| Sous-total            | Sous-total            | Sous-total            | 61          | 2           | 7                     | 0                     | -          | -          | -                              | -                              | -                              | 68    | 2     |
| 2023-2024             | TSG Hoffenheim        | Bundesliga            | 18          | 1           | 1                     | 0                     | -          | -          | -                              | -                              | -                              | 19    | 1     |
| Total sur la carrière | Total sur la carrière | Total sur la carrière | 161         | 14          | 11                    | 0                     | -          | -          | -                              | -                              | -                              | 172   | 14    |

### En sélection
| Saison                | Sélection             | Phases finales        | Phases finales | Phases finales | Phases finales | Éliminatoires | Éliminatoires | Éliminatoires | Matchs amicaux | Matchs amicaux | Matchs amicaux | Total | Total | Total |
| Saison                | Sélection             | Compétition           | M              | B              | Pd             | M             | B             | Pd            | M              | B              | Pd             | M     | B     | Pd    |
| --------------------- | --------------------- | --------------------- | -------------- | -------------- | -------------- | ------------- | ------------- | ------------- | -------------- | -------------- | -------------- | ----- | ----- | ----- |
| 2021-2022             | Allemagne             | -                     | 1              | 0              | 0              | -             | -             | -             | 1              | 0              | 0              | 2     | 0     | 0     |
| Total sur la carrière | Total sur la carrière | Total sur la carrière | 1              | 0              | 0              | 0             | 0             | 0             | 1              | 0              | 0              | 2     | 0     | 0     |